# Meroslovje
Meroslovje ali s tujko metrologija je znanstvena in tehniška veda o merjenju. Vzpostavlja enotno razumevanje merskih enot, kar ima ključno vlogo pri povezovanju človekovih dejavnosti. Sodobno meroslovje ima svoje korenine v političnih motivih francoske revolucije za standardizacijo enot v Franciji, ko je bil predlagan standard dolžine, vzet iz naravnega vira. To je leta 1795 privedlo do oblikovanja metričnega sistema, ki temelji na decimalnem zapisu, in je vzpostavilo nabor standardov za druge vrste meritev. Več drugih držav je sprejelo metrični sistem med letoma 1795 in 1875; za zagotovitev skladnosti med državami je bil z Metrsko konvencijo ustanovljen Mednarodni urad za uteži in mere (BIPM). Iz te ureditve se je razvil mednarodni sistem enot (SI) kot rezultat resolucije na 11. Generalni konferenci za uteži in mere (CGPM) leta 1960.
Meroslovje je razdeljeno na tri osnovne prekrivajoče se dejavnosti:
- opredelitev merskih enot;
- praktična realizacija teh merskih enot;
- sledljivost—povezovanje meritev, izvedenih v praksi, z referenčnimi standardi.

Te prekrivajoče se dejavnosti v različni meri uporabljajo tri osnovna podpodročja meroslovja:
- znanstveno ali temeljno meroslovje, ki se ukvarja z določitvijo merskih enot;
- uporabno, tehnično ali industrijsko meroslovje—uporaba meritev v proizvodnih in drugih procesih v družbi;
- zakonsko meroslovje, ki zajema predpise in zakonske zahteve za merilne instrumente in merilne metode.

V vsaki državi obstaja nacionalni merilni sistem (NMS) kot mreža laboratorijev, kalibracijskih zmogljivosti in akreditacijskih organov, ki izvajajo in vzdržujejo njeno meroslovno infrastrukturo. NMS vpliva na to, kako se izvajajo meritve v državi in na njihovo priznavanje s strani mednarodne skupnosti, kar ima širok vpliv na njeno družbo (vključno z gospodarstvom, energijo, okoljem, zdravjem, proizvodnjo, industrijo in vprašanjem zaupanja potrošnikov). Učinki meroslovja na trgovino in gospodarstvo so med družbenimi vplivi, ki jih je najlažje opazovati. Da bi olajšali pošteno trgovino, mora obstajati dogovorjen sistem merjenja. 

## Zgodovina
Zmožnost merjenja sama po sebi ne zadostuje; standardizacija je ključnega pomena za smiselnost meritev. Najstarejši ohranjen zapis o stalnem standardu je iz leta 2900 pr. n. št., ko je bil kraljevski egipčanski komolec izklesan iz črnega granita. Za komolec je bilo določeno, da je enak dolžini faraonove podlakti plus širini njegove dlani, standardne replike pa so bile razdeljene gradbenikom. Uspešnost standardizirane dolžine za gradnjo piramid je razvidna iz dolžin njihovih baz, ki se razlikujejo za največ 0,05 odstotka.
Tudi druge civilizacije so izdelale splošno sprejete merilne standarde, tako sta rimska in grška arhitektura temeljili na različnih merskih sistemih. S propadom imperijev in temnim srednji vekom, ki sta sledila, je bilo izgubljenega veliko merilnega znanja in standardizacije. Čeprav so bili lokalni merski sistemi običajni, jih je težko primerjati, saj so bili pogosto nezdružljivi med seboj. Anglija je leta 1196 določila Assize of Measures za ustvarjanje dolžinskih standardov, Magna Carta iz leta 1215 pa je vključevala oddelek za merjenje vina in piva.
Sodobno meroslovje ima svoje korenine v francoski revoluciji. S politično motivacijo za uskladitev enot po vsej Franciji je bil predlagan standard dolžine, ki temelji na naravnem viru. Marca 1791 je bil določen meter. To je leta 1795 privedlo do oblikovanja metričnega sistema, ki temelji na decimalnem zapisu in je določil standarde za druge vrste meritev. Med letoma 1795 in 1875 je metrični sistem sprejelo še več drugih držav; za zagotavljanje mednarodne skladnosti je Metrska konvencija vzpostavila Mednarodni urad za uteži in mere (francosko Bureau International des Poids et Mesures ali BIPM). Čeprav je bila prvotna naloga BIPM sprejeti mednarodne standarde za merske enote in jih povezati z nacionalnimi standardi za zagotovitev skladnosti, se je njegov obseg razširil na električne in fotometrične enote ter merilne standarde ionizirajočega sevanja. Metrični sistem je bil posodobljen leta 1960 z ustanovitvijo mednarodnega sistema enot (SI) kot rezultat resolucije na 11. generalni konferenci za uteži in mere (francosko Conference Generale des Poids et Mesures ali CGPM).
Prve meroslovne predpise na Slovenskem je izdala cesarica Marija Terezija leta 1777, vendar je zaradi odpora nekatera določila razveljavil njen naslednik Jožef II. Z odlokom o Jožefinskem katastru je bila predpisana dunajska klaftra kot dolžinska mera. Jurij Vega je imel pomembno vlogo pri uvajanju metričnega sistema na ozemlju takratne Avstro-Ogrske.

## Podpodročja
Mednarodni urad za uteži in mere (BIPM) opredeljuje meroslovje kot »vedo o merjenju, ki zajema tako eksperimentalne kot teoretične ugotovitve na katerikoli ravni negotovosti na katerem koli področju znanosti in tehnike«. Vzpostavlja skupno razumevanje enot, ključnih za človekovo dejavnost. Meroslovje je obsežno področje, vendar ga lahko strnemo v tri osnovne dejavnosti: opredelitev mednarodno sprejetih merskih enot, realizacijo teh merskih enot v praksi in uporaba verig sledljivosti (povezovanje meritev z referenčnimi etaloni). Ti pojmi se v različni meri uporabljajo za tri glavna področja meroslovja: znanstveno meroslovje; uporabno, tehnično ali industrijsko meroslovje in zakonsko meroslovje.

### Znanstveno meroslovje
Znanstveno meroslovje se ukvarja z vzpostavitvijo merskih enot, razvojem novih merilnih metod, realizacijo merskih etalonov in prenosom sledljivosti od teh etalonov do uporabnikov v družbi. Ta vrsta meroslovja velja za najvišjo raven meroslovja, ki teži k najvišji stopnji natančnosti. BIPM vzdržuje zbirko podatkov o meroslovnih kalibracijskih in merilnih zmogljivostih inštitutov po vsem svetu. Ti inštituti, katerih dejavnosti so recenzirane, zagotavljajo temeljne referenčne točke za meroslovno sledljivost. Na področju meritev je BIPM opredelil devet meroslovnih področij, to so akustika, elektrika in magnetizem, dolžina, masa in sorodne količine, fotometrija in radiometrija, ionizirajoče sevanje, čas in frekvenca, termometrija ter kemija.
Od maja 2019 noben fizični objekt ne določa osnovnih enot. Motivacija pri spremembi osnovnih enot je narediti celoten sistem izpeljan iz fizičnih konstant, kar je zahtevalo odstranitev prototipa kilograma, saj je bil to zadnji artefakt, od katerega so bile odvisne definicije enot. Znanstveno meroslovje igra pomembno vlogo pri tej opredelitvi enot, saj so za natančne definicije osnovnih enot potrebne natančne meritve fizikalnih konstant. Za ponovno določitev vrednosti kilograma brez artefakta mora biti znana vrednost Planckove konstante z natančnostjo dvajset delov na milijardo. Znanstveno meroslovje je z razvojem Kibblove tehtnice in Avogadrovega projekta pridobilo vrednost Planckove konstante z dovolj nizko mero negotovosti, da je omogočila redefiniranje kilograma.

### Uporabno, tehnično ali industrijsko meroslovje
Uporabno, tehnično ali industrijsko meroslovje se ukvarja z uporabo meritev v proizvodnih in drugih procesih ter njihovo uporabo v družbi, zagotavljanje ustreznosti merilnih instrumentov, njihovo kalibracijo in nadzor kakovosti. Izvedba dobrih meritev je v industriji pomembna, saj vpliva na vrednost in kakovost končnega izdelka ter 10–15-odstotni vpliv na proizvodne stroške. Čeprav je na tem področju meroslovja poudarek na samih meritvah, je sledljivost kalibracije merilne naprave nujna za zagotavljanje zaupanja v meritev. Priznanje meroslovne usposobljenosti v industriji je mogoče doseči s sporazumi o medsebojnem priznavanju, akreditacijo ali strokovno recenzijo. Industrijsko meroslovje je pomembno za gospodarski in industrijski razvoj države, stanje industrijskega meroslovnega programa države pa lahko kaže na njen gospodarski status.

### Zakonsko meroslovje
Zakonsko meroslovje »zadeva dejavnosti, ki izhajajo iz zakonskih zahtev in se nanašajo na meritve, merske enote, merilne instrumente in merilne metode in jih izvajajo pristojni organi«. Takšne zakonske zahteve lahko izhajajo iz potreb po varovanju zdravja, javne varnosti, okolja, obdavčitve, varstvu potrošnikov in pošteni trgovini. Mednarodna organizacija za zakonsko meroslovje (OIML) je bila ustanovljena za pomoč pri usklajevanju predpisov prek državnih meja – za zagotavljanje, da pravne zahteve ne ovirajo trgovine. Ta uskladitev zagotavlja, da je certificiranje merilnih naprav v eni državi združljivo s postopkom certificiranja druge države, kar omogoča trgovino z merilnimi napravami in izdelki, ki temeljijo na njih. WELMEC je bil ustanovljen leta 1990 za spodbujanje sodelovanja na področju zakonskega meroslovja v Evropski uniji in med državami članicami Evropskega združenja za prosto trgovino (EFTA). V Združenih državah je zakonsko meroslovje pod pristojnostjo Urada za uteži in mere Nacionalnega inštituta za standarde in tehnologijo (NIST), izvajajo pa ga posamezne zvezne države.

## Koncepti

### Definicija enot
Mednarodni sistem enot (SI) definira sedem osnovnih enot: dolžina, masa, čas, električni tok, termodinamična temperatura, količina snovi in svetilnost. Po dogovoru se vsaka od teh enot šteje za medsebojno neodvisno in jo je mogoče sestaviti neposredno iz njihovih definirajočih konstant. :129 Vse druge enote SI so sestavljene kot produkti potenc sedmih osnovnih enot. :129
| Osnovna količina           | Ime      | Simbol | Opredelitev |
| -------------------------- | -------- | ------ | --- |
| Čas                        | sekunda  | s      | Trajanje 9192631770 obdobij sevanja, ki ustreza prehodu med dvema hiperfinima nivojema osnovnega stanja atoma cezija-133:130                                                  |
| Dolžina                    | meter    | m      | Dolžina poti, ki jo prepotuje svetloba v vakuumu v časovnem intervalu 1/299792458 sekunde:131                                                                                 |
| masa                       | kilogram | kg     | Opredeljeno (od leta 2019) kot »... ob upoštevanju fiksne numerične vrednosti Planckove konstante, h, 6,62607015 izražene v enoti J s, ki je enaka kg m2 s−1 .. .«:131        |
| Električni tok             | amper    | A      | Opredeljeno (od leta 2019) z »... ob upoštevanju fiksne numerične vrednosti osnovnega naboja, e, kot 1602176634, izražene v enoti C, ki je enaka A s ...«:132                 |
| Termodinamična temperatura | kelvin   | K      | Opredeljeno (od leta 2019) z »... ob upoštevanju fiksne numerične vrednosti Boltzmannove konstante, k, kot 1380649 izražene v enoti J K−1, ki je enaka kg m2 s−2 K−1 ...«:133 |
| Količina snovi             | mol      | mol    | Vsebuje (od leta 2019) »... natanko 6,02214076 elementarnih entitet. To število je fiksna numerična vrednost Avogadrove konstante, NA, izražena v enoti mol−1 ...«:134        |
| Svetlobna jakost           | kandela  | cd     | Svetlobna jakost v dani smeri vira, ki oddaja monokromatsko sevanje s frekvenco 540 z jakostjo sevanja v tej smeri 1/683 vata na steradian:135                                |

Ker so osnovne enote referenčne točke za vse meritve, opravljene v enotah SI, bi bile vse predhodne meritve nepravilne, če bi se referenčna vrednost spremenila. Če bi pred letom 2019 odtrgali kos mednarodnega prototipa kilograma, bi bil še vedno opredeljen kot kilogram; vse prejšnje izmerjene vrednosti kilograma bi bile težje. Zaradi pomena ponovljivosti enot si je BIPM zadal nalogo definiranja vseh osnovnih enot SI s fizikalnimi konstantami.
Z definiranjem osnovnih enot SI glede na fizikalne konstante in ne artefakte ali konkretne snovi, je mogoče realizirati enote z višjo stopnjo natančnosti in ponovljivosti. Od redefinicije enot SI 20. maja 2019 so kilogram, amper, kelvin in mol opredeljeni z določitvijo natančnih številskih vrednosti Planckove konstante (h ), elementarnega električnega naboja (e), Boltzmannove konstante (k ) in Avogadrove konstante (NA). Sekunda, meter in kandela so bile že prej definirane s fizikalnimi konstantami (cezijev standard (Δ νCs), svetlobna hitrost (c) in svetlobni izkoristek 540 sevanja vidne svetlobe (Kcd)), popravljeno glede na sedanje definicije. Namen novih definicij je izboljšati sistem SI brez spreminjanja velikosti katerekoli enote, s čimer se zagotovi kontinuiteta z obstoječimi meritvami.:123,128

### Realizacija enot
Realizacija merske enote je njena pretvorba v realnost.  Mednarodni besednjak meroslovja (VIM) opredeljuje tri možne metode realizacije: fizična realizacija enote iz njene definicije, visoko ponovljiva meritev kot reprodukcija definicije (kot je kvantni Hallov učinek za ohm), in uporabo fizičnega predmeta kot merilnega standarda.

### Standardi
Standard (ali etalon) je predmet, sistem ali poskus z definiranim odnosom do merske enote za fizikalno količino. Standardi so temeljna referenca za sistem uteži in mer z realizacijo, ohranjanjem ali reprodukcijo enote, s katero je mogoče primerjati merilne naprave. V hierarhiji meroslovja obstajajo tri ravni standardov: primarni, sekundarni in delovni standardi. Primarni standardi (najvišje kakovosti) se ne sklicujejo na druge standarde. Sekundarni standardi so kalibrirani glede na primarni standard. Delovni etaloni, ki se uporabljajo za umerjanje (ali preverjanje) merilnih instrumentov ali drugih materialnih meril, se kalibrirajo glede na sekundarne etalone. Hierarhija ohranja kakovost višjih standardov. Primer standarda bi bili merilni bloki za dolžino. Merilni blok je kovinski ali keramični blok z dvema nasprotnima ploskvama, brušenima natančno ravno in vzporedno, na natančni razdalji drug od druge. Dolžina poti svetlobe v vakuumu v časovnem intervalu 1/299.792.458 sekunde je utelešena v artefaktnem standardu, kot je merilni blok; ta merilni blok je nato primarni standard, ki se lahko uporablja za kalibracijo sekundarnih standardov prek mehanskih primerjalnikov.

### Sledljivost in kalibracija
Meroslovna sledljivost je opredeljena kot »takšna lastnost merilnega rezultata, da je rezultat mogoče povezati z referenco prek dokumentirane neprekinjene verige kalibracij, od katerih vsaka prispeva k merilni negotovosti«. Omogoča primerjavo meritev, ne glede na to, ali se rezultat primerja s predhodnim rezultatom v istem laboratoriju, z rezultatom meritve pred enim letom ali z rezultatom meritve, opravljene kjerkoli drugje na svetu. Veriga sledljivosti omogoča, da se katerakoli meritev nanaša na višje ravni meritev nazaj do prvotne definicije enote.
Sledljivost najpogosteje dosežemo s kalibracijo, s katero vzpostavimo zvezo med prikazom na merilnem instrumentu (ali sekundarnem etalonu) in vrednostjo etalona. Kalibracija je postopek, ki vzpostavi zvezo med merilnim standardom z znano merilno negotovostjo in napravo, ki se ocenjuje. Postopek bo določil merilno vrednost in negotovost naprave, ki se kalibrira, ter ustvaril sledljivo povezavo z merilnim standardom. Štirje glavni razlogi za kalibracije so zagotoviti sledljivost, zagotoviti, da je instrument (ali standard) skladen z drugimi meritvami, določiti točnost in vzpostaviti zanesljivost. Sledljivost deluje kot piramida, na najvišji ravni so mednarodni etaloni, na naslednji ravni nacionalni meroslovni inštituti kalibrirajo primarne etalone z realizacijo enot, ki ustvarjajo zvezo sledljivosti iz primarnega etalona in definicije enote. S kasnejšimi kalibracijami med nacionalnimi meroslovnimi ustanovami, kalibracijskimi laboratoriji ter industrijo in preskusnimi laboratoriji se realizacija definicije enote širi navzdol po piramidi. Veriga sledljivosti deluje navzgor od dna piramide, kjer so meritve, ki jih izvajajo industrija in preskusni laboratoriji, lahko neposredno povezane z definicijo enote na vrhu prek verige sledljivosti, ustvarjene s kalibracijo.

### Negotovost
Merilna negotovost je vrednost, povezana z meritvijo, ki izraža razpon možnih vrednosti, povezanih z merjeno veličino – kvantitativni izraz dvoma, ki obstaja v meritvi. Obstajata dve komponenti merilne negotovosti: širina intervala negotovosti in stopnja zaupanja. Interval negotovosti je razpon vrednosti, znotraj katerega pričakujemo izmerek, medtem ko stopnja zaupanja izraža verjetnost, da bo prava vrednost znotraj intervala negotovosti. Negotovost je običajno izražena kot:
{\displaystyle Y=y\pm U}
Faktor pokritosti: k = 2
Kjer je y izmerjena vrednost in U mera negotovosti, k pa faktor pokritosti, ki označuje interval zaupanja. Zgornjo in spodnjo mejo intervala negotovosti lahko določimo s seštevanjem in odštevanjem vrednosti negotovosti od vrednosti meritve. Faktor pokritosti k = 2 na splošno kaže 95-odstotno zaupanje, da bo izmerjena vrednost padla v interval negotovosti. Druge vrednosti k se lahko uporabijo za označevanje večjega ali manjšega zaupanja v interval, na primer k = 1 in k = 3 kažeta 66 % oziroma 99,7 % zaupanja. Vrednost negotovosti je določena s kombinacijo statistične analize kalibracije in prispevka negotovosti drugih napak v merilnem procesu, ki jih je mogoče ovrednotiti iz virov, kot so zgodovina instrumenta, proizvajalčeve specifikacije ali druge objavljene informacije.

## Mednarodna infrastruktura
Obstaja več mednarodnih organizacij, ki vzdržujejo meroslovne standarde.

### Metrska konvencija
Metrska konvencija je ustanovila tri glavne mednarodne organizacije za olajšanje standardizacije uteži in mer. Prva, Generalna konferenca za uteži in mere (CGPM), je zagotovila forum za predstavnike držav članic. Drugi, Mednarodni odbor za uteži in mere (CIPM), je bil svetovalni odbor meroslovcev na visokih položajih. Tretji, Mednarodni urad za uteži in mere (BIPM), je zagotovil administrativne storitve in laboratorijske prostore za CGPM in CIPM.

#### Generalna konferenca za uteži in mere
Generalna konferenca za uteži in mere (francosko Conférence générale des poids et mesures, CGPM) je glavni organ odločanja konvencije, ki ga sestavljajo delegati iz držav članic in opazovalci brez glasovalne pravice iz pridruženih držav. Konferenca se običajno sestane vsakih štiri do šest let, da prejme poročilo CIPM in razpravlja o njem ter potrdi novosti v sistemu SI po nasvetu CIPM. Zadnje srečanje je potekalo 13.–16. novembra 2018. Zadnji dan te konference je potekalo glasovanje o redefiniciji štirih osnovnih enot, ki jih je Mednarodni odbor za uteži in mere (CIPM) predlagal v začetku istega leta. Nove definicije so začele veljati 20. maja 2019.

#### Mednarodni odbor za uteži in mere
Mednarodni odbor za uteži in mere (francosko Comité international des poids et mesures, CIPM) sestavlja osemnajst (prvotno štirinajst) delegatov iz držav članic z visokim znanstvenim ugledom, ki jih imenuje CGPM za svetovanje CGPM o upravnih in tehničnih zadevah. Odgovoren je za deset posvetovalnih odborov, od katerih vsak raziskuje drug vidik meroslovja; en razpravlja o merjenju temperature, drugi o merjenju mase in tako naprej. CIPM se vsako leto sestane v Sèvresu, da razpravlja o poročilih posvetovalnih odborov, da vladam držav članic predloži letno poročilo o upravljanju in financah BIPM ter da po potrebi svetuje CGPM o tehničnih zadevah. Vsak član CIPM je iz druge države članice, pri čemer ima Francija (zaradi priznanja njene vloge pri ustanovitvi konvencije) stalni sedež.

#### Mednarodni urad za uteži in mere
Mednarodni urad za uteži in mere (francosko Bureau international des poids et mesures, BIPM) je organizacija s sedežem v Sèvresu v Franciji, ki skrbi za mednarodni prototip kilograma, zagotavlja meroslovne storitve za CGPM in CIPM, gosti sekretariat za povezane organizacije in gosti njihove sestanke. Skozi leta so bili prototipi metra in kilograma večkrat vrnjeni na sedež BIPM za ponovno kalibracijo. Direktor BIPM je po funkciji (ex officio) član CIPM in tudi član vseh posvetovalnih odborov.

### Mednarodna organizacija za zakonsko meroslovje
Mednarodna organizacija za zakonsko meroslovje (francosko Organisation Internationale de Métrologie Légale, OIML) je medvladna organizacija, ustanovljena leta 1955 za spodbujanje globalne harmonizacije postopkov zakonskega meroslovja za spodbujanje mednarodne trgovine. Ta uskladitev tehničnih zahtev, preskusnih postopkov in formatov poročil o preskusih zagotavlja zaupanje v meritve za trgovino in zmanjšuje stroške neskladij ter podvajanja meritev. OIML objavlja številna mednarodna poročila v štirih kategorijah:
- Priporočila: Vzorčni predpisi za ugotavljanje meroslovnih lastnosti in skladnosti merilnih instrumentov
- Informativni dokumenti: Usklajevanje zakonskega meroslovja
- Smernice za uporabo zakonskega meroslovja
- Osnovne publikacije: Definicije pravil delovanja strukture in sistema OIML

Čeprav OIML nima pravne avtoritete za uveljavljanje svojih priporočil in smernic v državah članicah, tem državam zagotavlja standardiziran pravni okvir za pomoč pri razvoju ustrezne, usklajene zakonodaje za certificiranje in kalibracijo. OIML zagotavlja dogovor o vzajemnem sprejemanju za merilne instrumente, ki so predmet zakonskega meroslovnega nadzora, ki po odobritvi omogoča, da se vrednotenje in poročila o preskusih instrumenta sprejmejo v vseh sodelujočih državah. Udeleženke dogovora izdajajo tipska evaluacijska poročila o laboratorijih in uradih, ki izdajajo certifikate o skladnosti z ISO/IEC 17065 (kar vključuje dodaten sistem strokovnega ocenjevanja za ugotavljanje usposobljenosti), ki jih priznavajo druge udeleženke. To zagotavlja, da je certificiranje merilnih naprav v eni državi združljivo s postopkom certificiranja v drugih sodelujočih državah, kar omogoča trgovanje z merilnimi napravami in izdelki, ki temeljijo na njih.

### Mednarodno združenje za akreditacijo
Mednarodno združenje za akreditacijo (angleško International Laboratory Accreditation Cooperation, ILAC) je mednarodna organizacija akreditacijskih agencij, ki sodelujejo pri certificiranju organov za ugotavljanje skladnosti. Standardizira akreditacijske prakse in postopke, priznava pristojne kalibracijske zmogljivosti in pomaga državam pri razvoju lastnih akreditacijskih organov. ILAC se je prvotno začel kot konferenca leta 1977 za razvoj mednarodnega sodelovanja za akreditirane rezultate preskušanja in kalibracije za olajšanje trgovine. Leta 2000 je 36 članic podpisalo sporazum o vzajemnem priznavanju ILAC, ki omogoča samodejno sprejemanje dela članov s strani drugih podpisnikov, leta 2012 pa je bil razširjen še na akreditacijo inšpekcijskih organov. S to standardizacijo je delo, opravljeno v laboratorijih, ki so jih akreditirali podpisniki, samodejno mednarodno priznano prek MRA. Drugo delo, ki ga opravlja ILAC, vključuje spodbujanje akreditacije laboratorijev in inšpekcijskih organov ter podporo razvoju akreditacijskih sistemov v gospodarstvih v razvoju.

### Mednarodni odbor za smernice v meroslovju
Mednarodni odbor za smernice v meroslovju (JCGM) je odbor, ki je ustvaril in vzdržuje dva meroslovna vodnika: Guide to the expression of uncertainty in measurement (GUM; dobesedno Vodnik za izražanje merilne negotovosti) in International vocabulary of metrology – basic and general concepts and associated terms (VIM; dobesedno Mednarodni besednjak meroslovja – osnovni in splošni koncepti ter povezani izrazi). V JCGM sodeluje osem partnerskih organizacij:
- Mednarodni urad za uteži in mere (BIPM)
- Mednarodna komisija za elektrotehniko (IEC)
- Mednarodna zveza za klinično kemijo in laboratorijsko medicino (IFCC)
- Mednarodna organizacija za standardizacijo (ISO)
- Mednarodna zveza za čisto in uporabno kemijo (IUPAC)
- Mednarodna zveza za čisto in uporabno fiziko (IUPAP)
- Mednarodna organizacija za zakonsko meroslovje (OIML)
- Mednarodno združenje za akreditacijo (ILAC)

JCGM ima dve delovni skupini: JCGM-WG1 in JCGM-WG2. JCGM-WG1 je odgovoren za GUM, JCGM-WG2 pa za VIM. Vsaka organizacija članica imenuje enega predstavnika in do dva strokovnjaka za udeležbo na posameznem sestanku, za vsako delovno skupino pa lahko imenuje do tri strokovnjake.

## Nacionalna infrastruktura
Nacionalni merilni sistem (NMS) je mreža laboratorijev, kalibracijskih zmogljivosti in akreditacijskih organov, ki izvajajo in vzdržujejo merilno infrastrukturo države. NMS postavlja merilne standarde, ki zagotavljajo točnost, doslednost, primerljivost in zanesljivost meritev, opravljenih v državi. Meritve držav članic dogovora o vzajemnem priznavanju CIPM (CIPM MRA), sporazuma nacionalnih meroslovnih inštitutov, priznavajo vse druge države članice. Marca 2018 bili sta 102 podpisnici CIPM MRA, ki jih sestavlja 58 držav članic, 40 pridruženih držav in štiri mednarodne organizacije.

### Inštituti za meroslovje
Vloga nacionalnega meroslovnega inštituta (NMI) v merilnem sistemu države je izvajanje znanstvenega meroslovja, realizacija osnovnih enot in vzdrževanje primarnih nacionalnih etalonov. NMI zagotavlja sledljivost do mednarodnih standardov za državo in zasidra njeno nacionalno hierarhijo umerjanja. Da bi bil nacionalni merilni sistem mednarodno priznan s sporazumom o medsebojnem priznavanju CIPM, mora NMI sodelovati pri mednarodnih primerjavah svojih merilnih zmogljivosti. BIPM vzdržuje primerjalno zbirko podatkov in seznam kalibracijskih in merilnih zmogljivosti (CMC) držav, ki sodelujejo v CIPM MRA. Vse države nimajo centraliziranega inštituta za meroslovje; nekateri imajo vodilni NMI in več decentraliziranih ustanov, specializiranih za posebne nacionalne standarde. Tak primer je Slovenija z distribuiranim meroslovnim sistemom, ki ga sestavljajo različne ustanove, porazdeljene po državi, ki skrbijo za meroslovje različnih fizikalnih veličin. Drugi primeri NMI so Nacionalni inštitut za standarde in tehnologijo (NIST) v Združenih državah Amerike, Nacionalni raziskovalni svet (NRC) v Kanadi, Korejski raziskovalni inštitut za standarde in znanost (KRISS), in Nacionalni fizikalni laboratorij (Združeno kraljestvo) (NPL).
Distribuirani meroslovni sistem v Sloveniji sestavlja Urad RS za meroslovje s koordinacijsko vlogo, sistem nosilcev nacionalnih etalonov (NNE) pa sestavlja še devet ustanov, ki so odgovorne za skupno 14 področij merjenj, za katera zagotavljajo sledljivost: osnovne veličine, kot so masa, dolžina, električni tok, termodinamična temperatura, čas, frekvenca in množina snovi (slednja na področjih analiz oljčnega olja, materialov, gensko spremenjenih organizmov, odpadnih vod in tal) ter nekatere izpeljane veličine, kot so tlak, vlaga in količina sevanja. Področje ureja Zakon o meroslovju.

### Kalibracijski laboratoriji
Kalibracijski laboratoriji so na splošno odgovorni za kalibracije industrijskih instrumentov. Kalibracijski laboratoriji so akreditirani in zagotavljajo kalibracijske storitve industrijskim podjetjem, kar zagotavlja zvezo sledljivosti do nacionalnega inštituta za meroslovje. Ker so kalibracijski laboratoriji akreditirani, dajejo podjetjem zvezo sledljivosti z nacionalnimi meroslovnimi standardi.

### Akreditacijski organi
Ustanova je akreditirana, ko avtoritativni organ z oceno osebja in sistemov vodenja organizacije ugotovi, da je usposobljena za zagotavljanje svojih storitev. Za mednarodno priznanje mora akreditacijski organ države izpolnjevati mednarodne zahteve, priznanje je običajno rezultat mednarodnega in regionalnega sodelovanja. Laboratorij je ovrednoten v skladu z mednarodnimi standardi, kot so splošne zahteve ISO/IEC 17025 za usposobljenost preskuševalnih in kalibracijskih laboratorijev. Da bi zagotovili objektivno in tehnično verodostojno akreditacijo, so ti organi neodvisni od drugih institucij nacionalnega merilnega sistema. Nacionalno združenje organov za testiranje v Avstraliji in akreditacijska služba Združenega kraljestva sta primera akreditacijskih organov.

## Vplivi
Meroslovje ima obsežne vplive na številne sektorje, vključno z ekonomijo, energetiko, okoljem, zdravjem, proizvodnjo, industrijo in zaupanjem potrošnikov. Najočitneje se to odraža v vplivih meroslovja na trgovino in gospodarstvo. Da bi olajšali pošteno in natančno trgovino med državami, mora obstajati dogovorjen sistem merjenja. Natančne meritve in regulacija vode, goriva, hrane in elektrike so ključnega pomena za varstvo potrošnikov in spodbujajo pretok blaga in storitev med trgovinskimi partnerji. Skupni merilni sistem in standardi kakovosti koristijo potrošniku in proizvajalcu; proizvodnja po skupnem standardu zmanjšuje stroške in tveganje potrošnikov ter zagotavlja, da izdelek izpolnjuje potrebe potrošnikov. Transakcijski stroški se zmanjšajo s povečano ekonomijo obsega. Več študij je pokazalo, da večja standardizacija pri merjenju pozitivno vpliva na BDP. V Združenem kraljestvu je bilo po oceni 28,4 odstotka rasti BDP od leta 1921 do 2013 posledica standardizacije; v Kanadi med letoma 1981 in 2004 je bilo po oceni devet odstotkov rasti BDP povezanih s standardizacijo, v Nemčiji pa je letna gospodarska korist standardizacije ocenjena na 0,72 % BDP.
Zakonsko meroslovje je zmanjšalo naključne smrti in poškodbe z merilnimi napravami, kot so radarski merilniki hitrosti in alkotesti, z izboljšanjem njihove učinkovitosti in zanesljivosti. Merjenje človeškega telesa je zahtevno, s slabo ponovljivostjo in obnovljivostjo, napredek v meroslovju pa pomaga razviti nove tehnike za izboljšanje zdravstva in zmanjšanje stroškov. Okoljska politika temelji na podatkih raziskav, natančne meritve pa so pomembne za oceno podnebnih sprememb in okoljske zakonodaje. Poleg predpisov je meroslovje bistvenega pomena pri podpiranju inovacij, zmožnost merjenja zagotavlja tehnično infrastrukturo in orodja, ki jih je mogoče nato uporabiti za nadaljnje inovacije. Merilni standardi omogočajo raziskovanje in razširjanje novih idej z zagotavljanjem tehnične platforme, na kateri je mogoče graditi nove ideje, jih enostavno prikazati in deliti.